# Интендант Новой Франции
Интендант Новой Франции — чиновничья должность во французской колонии Новая Франция, учрежденная в 1663 году. Интендант Новой Франции управлял гражданской жизнью в колонии.

## Интендантство во Франции
За полтора века до великой французской революции, в период Старого порядка, отраслями государственной управления стали ведать интенданты, занимавшиеся отдельными отраслями: торговлей, финансами, полицией, и т. п. Должность была введена кардиналом Ришельё, хотя ещё в 1581 году Генрих III утвердил должность «главного интенданта» при дворе.
Интенданты несли отчёт только перед королём, определявшим их полномочия и статус. В отличие от губернаторов, назначавшихся из титулованного дворянства, интендантами служили преимущественно представители среднего класса.
В самой Франции институт интендантства играл важную роль в административном управлении. Согласно Пьеру Клементу они должны были бороться с притеснениями местных чиновников, неправильным выполнением ими должностных функций и взяточничества. Интендант в рамках советов имел право выносить судебные приговоры, не подлежавшие обжалованию. Также в сферу их обязанностей вошло отслеживание снабжения местных тюрем и положения пребывавших там заключённых. Генеральные прокуроры информировали интендантов обо всех злоупотреблениях в отведённой им провинции. Также они должны были следить за экипировкой солдат, и могли судить их. Помимо вышеуказанного, интендант следил за налогами и инфраструктурой своей области.

## Разделение властей при компании Новой Франции

Территории Новой Франции к 1750 году

Власть в Новой Франции осуществляли губернатор, обладавший законодательной, исполнительной и судебной властью, и Совет Квебека, основанный согласно королевским статутом 1647 и 1648 годов. Совет должен был ограничивать силу губернатора, но в реальности тот оказывал серьёзной давление на этот орган власти своим правом вето. В начале 1663 года компания Новой Франции была распущена, и Новая Франция стала королевским владением.

## Возникновение интендантства
В апреле 1663 года вышел указ, вносивший перемены в административную систему колонии. Многие полномочия губернатора перешли к интенданту и верховному совету. Интендантами, которые должны были пройти подготовку в области финансов, законов и бухгалтерского учёта, становились люди, отличившиеся на королевской службе. Интендант стал ответственным за всё гражданское управление. Совет был создан 18 сентября 1663 года. Таким образом власть в регионе стала более разделенной.

## Права и обязанности

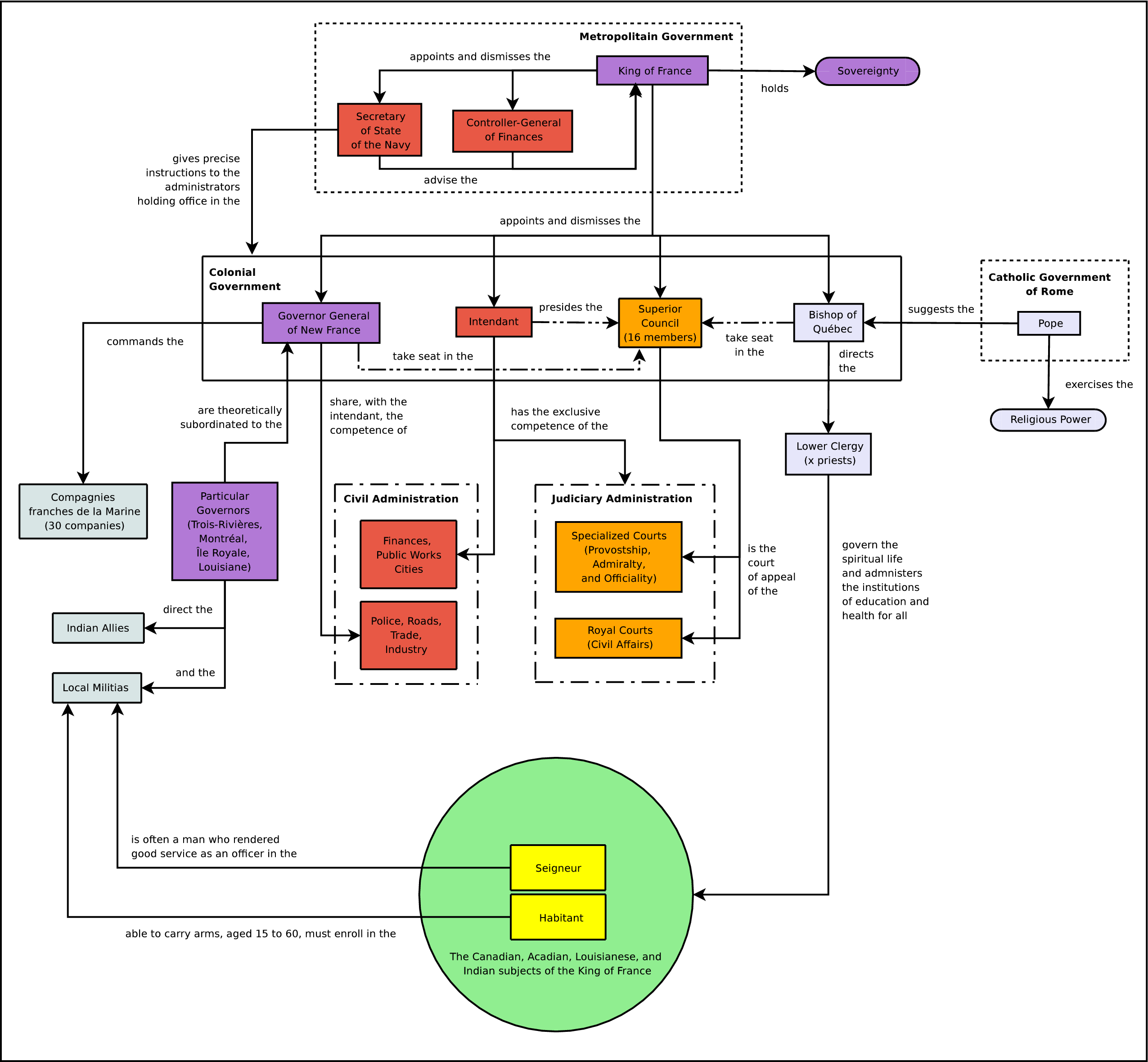
Политическое устройство Новой Франции до 1759 года

Интенданты не имели оговорённого срока полномочий, но по мнению Манро, «средний срок пребывания в должности составлял восемь с половиной лет.» Должность не пользовалась особой популярностью из-за большой ответственности и объёма работа, а также низкой по тем временам заработной платы (12 000 французских ливров в год). Однако попавшие на этот пост считали своё назначение ступенькой на пути к чему-то большему, и по этому старались вести дела на пользу короне.
Согласно Манро, «каждый интендант получал от короля разъяснения о своей компетенции и полномочиях.» Ему предстояло следить за юстицией, финансами и охраной правопорядка. Интендант председательствовал в Верховном совете в качестве судьи. В сфере его интересов входили полиция и ополчение, коммерция, отслеживание положения рыночных цен и валюты, а также соблюдение установленных ещё кардиналом Ришельё прав местного сеньорства. Вместе с тем чиновник не имел никакой власти над военными силами региона.